# دورتی آدامز
دورتی آدامز (انگلیسی: Dorothy Adams؛ ۸ ژانویه ۱۹۰۰ – ۱۶ مارس ۱۹۸۸) هنرپیشه اهل ایالات متحده آمریکا بود.
او یک مربی محبوب بازیگری در مدرسه تئاتر، فیلم و تلویزیون UCLA بود.